# Internationale Thüringen-Rundfahrt der Frauen 2015
Die 28. Internationale Thüringen-Rundfahrt der Frauen fand vom 17. bis 23. Juli 2015 in Thüringen statt. Sieben Etappen führten in Rundkursen um die Städte Erfurt, Gera, Gotha, Greiz, Meerane, Schleiz und Zeulenroda-Triebes, daneben wurde ein Einzelzeitfahren in Schmölln ausgetragen.

## Teilnehmerinnen
Bei der Thüringen-Rundfahrt 2015 gingen 17 Radsportteams mit 100 Fahrerinnen an den Start.
| Sponsorenteams - Velocio -SRAM - Bigla Pro Cycling Team - Orica-AIS - Hitec Products-Mistral Home Cycling Team - Lensworld.eu-Zannata - Team Bizkaia – Durango - Parkhotel Valkenburg Continental Team - BTC City LJUBLJANA - PEARL IZUMI -Sports Tours International -Womens Cycling Team - TKK PACIFIC NESTLE FITNESS CYCLING TEAM - TEAM TIBCO -SVB - KOGA Ladies – Protective – Fachklinik Dr. Herzog - Maxx-Solar Women Cycling Team | Nationalteams - Vereinigte Staaten - Deutschland - Niederlande - Australien |

## Etappenübersicht
| Etappen    | Typ | Tag           | Strecke                    | km    | Etappensiegerin  | Zeit (h)   | Schnitt (km/h) | Gelbes Trikot  |
| ---------- | --- | ------------- | -------------------------- | ----- | ---------------- | ---------- | -------------- | -------------- |
| 1. Etappe  |     | Fr., 17. Juli | Rund um Gotha              | 066,6 | Lisa Brennauer   | 1:44:39,00 | 38,184         | Lisa Brennauer |
| 2. Etappe  |     | Sa., 18. Juli | Rund um Erfurt             | 105,2 | Eugenia Bujak    | 2:47:28,00 | 37,691         | Eugenia Bujak  |
| 3a. Etappe | EZF | So., 19. Juli | Rund um Schmölln           | 018,7 | Lisa Brennauer   | 0:27:40,13 | 40,554         | Lisa Brennauer |
| 3b. Etappe |     | So., 19. Juli | Rund um Meerane            | 076,3 | Gracie Elvin     | 1:52:56,00 | 40,537         | Lisa Brennauer |
| 4. Etappe  |     | Mo., 20. Juli | Rund um Zeulenroda-Triebes | 116,1 | Lotta Lepistö    | 3:07:40,00 | 37,119         | Lisa Brennauer |
| 5. Etappe  |     | Di., 21. Juli | Rund um Gera               | 118,5 | Coryn Rivera     | 3:16:14,00 | 36,232         | Lisa Brennauer |
| 6. Etappe  |     | Mi., 22. Juli | Rund um Schleiz            | 129,2 | Katharine Hall   | 3:45:40,00 | 34,352         | Lisa Brennauer |
| 7. Etappe  |     | Do., 23. Juli | Rund um Greiz              | 098,9 | Karol-Ann Canuel | 2:42:10,00 | 36,592         | Emma Johansson |